# 3,3,5-トリメチルシクロヘキサノール
3,3,5-トリメチルシクロヘキサノール(3,3,5-Trimethylcyclohexanol)は、神経ガスの前駆体の一種。血管拡張剤のシクランデレート、日焼け止め成分のホモサレート、およびVP神経ガスの前駆体で  イソホロンの水素化により合成でき ミントの風味があります。